# Copa Mundial femenina de fútbol sala de la FIFA 2025
La Copa Mundial de Futsal femenina de la FIFA 2025 será la primera edición de la Copa Mundial femenina de fútbol sala de la FIFA, campeonato disputado por las selecciones de las asociaciones miembros de la FIFA. En mayo de 2024 la FIFA eligió la sede de Filipinas. Se jugará del 21 de noviembre al 7 de diciembre de 2025.

## Antecedentes
En septiembre de 2021 poco antes de que comenzara a desarrollarse el mundial de fútbol sala FIFA en Lituania, la Asociación de Jugadoras de Fútbol Sala Femenino reclamaron a la máxima entidad del fútbol su propia competencia mundial de categoría femenina exigiendo los mismos derechos brindados que la categoría masculina.
Antes existió un mundial femenino de fútbol sala (AJFS) creado por la misma Asociación de Jugadoras de Fútbol Sala en compañía de otras organizaciones deseando tener esa rodaje de competencia femenino en este deporte. Sin embargo solo tuvo 6 ediciones (entre 5 años (2010-2015) y siempre el campeón fue Brasil. Las causas fueron la falta de recursos y el poco interés de las pocas organizaciones que se tomaron en serio jugar este torneo.
Otras organizaciones ya habían realizado y organizado sus propios mundiales de categoría femenina de fútbol de salón (fútbol sala) antes que FIFA. La Asociación Mundial de Futsal (AMF) desde 2006 con un torneo piloto y desde 2008 llevando a cabo el Campeonato Mundial Femenino de Futsal de la AMF. Por su parte, la Federación Internacional de Fútbol de Salón (FIFUSA) dio origen a su refundación en 2022, llevando a cabo en 2023 el Campeonato Mundial Femenino de Futsal de la FIFUSA.
Luego de realizarse el mundial de futsal de la AMF en Colombia, las jugadoras femenina de fútbol sala realizaron un vídeo mensaje, protestando contra la FIFA por el hecho de no tener un mundial de fútbol sala femenino. El 16 de diciembre FIFA anunció la creación del mundial de fútbol sala femenino y también anunciaba la creación de la Copa Mundial de Clubes Femeninos.
Sin embargo el mundial que se pensaba iba a desarrollarse en 2024 FIFA lo vio prematuro ya que no consideró que muchos países que le pusieran interés al mundial femenino. Además que también tenían contemplado realizar en ese año el mundial de fútbol sala masculino en Uzbekistán.
Finalmente la FIFA confirmó que la edición femenina se llevará a cabo en 2025 con 16 participantes.

## Equipos participantes
Serán un total de 16 equipos los jugarán el certamen. En total se la distribución de los cupos será la siguiente:
- AFC: 3
- CAF: 2
- Concacaf: 2
- Conmebol: 3
- OFC: 1
- UEFA: 4
- Anfitrión: 1

| Clasificatorias | Clasificatorias | Clasificatorias | Clasificatorias | Clasificatorias | Clasificatorias |
| --------------- | --------------- | --------------- | --------------- | --------------- | --------------- |
| CAF             | AFC             | UEFA            | Concacaf        | OFC             | Conmebol        |

| Argentina | España    | Japón         | Polonia   |
| Brasil    | Filipinas | Marruecos     | Portugal  |
| Canadá    | Irán      | Nueva Zelanda | Tailandia |
| Colombia  | Italia    | Panamá        | Tanzania  |

## Sedes
En enero de 2025 la FIFA aprobó como sedes a las ciudades de Pásig y de Victorias, quedando pendientes por elegir otras ciudades que podrían albergar también los partidos del mundial
En la ciudad de Pásig fue elegido el pabellón PhilSports Arena, que tiene una capacidad para 10 000 espectadores, y en la ciudad de Victorias el pabellón escogido es el Victorias City Coliseum con una capacidad para 8 000 espectadores.

### Sedes
| Pásig             | Pásig Victorias | Victorias               |
| ----------------- | --------------- | ----------------------- |
| PhilSports Arena  | Pásig Victorias | Victorias City Coliseum |
| Capacidad: 10.000 | Pásig Victorias | Capacidad: 8.000        |
|                   | Pásig Victorias |                         |

## Sorteo
El sorteo se realizará el próximo 15 de septiembre de 2025.

## Fase de grupos
- Los 16 equipos se dividirán en 4 grupos de cuatro equipos cada uno. Los primeros y segundos de cada grupo, se clasificarán para la fase final de eliminación directa (cuartos de final, semifinales, tercer puesto y final).
- En caso de empate a puntos, el orden de clasificación de las selecciones en cada grupo se determinó de la manera siguiente:

1. Diferencia de goles en todos los partidos de grupo.
2. Mayor número de goles marcados en todos los partidos de grupo.
3. Mayor número de puntos obtenidos en los partidos de grupo entre las selecciones en cuestión.
4. Diferencia de goles en los partidos de grupo entre las selecciones en cuestión.
5. Mayor número de goles marcados en los partidos de grupo entre las selecciones en cuestión.
6. Sorteo por parte de la comisión organizadora de la FIFA.

### Grupo A
| Equipo       | Pts | PJ | PG | PE | PP | GF | GC | Dif |
| ------------ | --- | -- | -- | -- | -- | -- | -- | --- |
| Filipinas    | 0   | 0  | 0  | 0  | 0  | 0  | 0  | 0   |
| Bandera de ? | 0   | 0  | 0  | 0  | 0  | 0  | 0  | 0   |
| Bandera de ? | 0   | 0  | 0  | 0  | 0  | 0  | 0  | 0   |
| Bandera de ? | 0   | 0  | 0  | 0  | 0  | 0  | 0  | 0   |

| 2025 | Filipinas | vs. | Visita |             |  |
|      |           |     |        | Árbitro(s): |  |

| 2025 | Local | vs. | Visita |             |  |
|      |       |     |        | Árbitro(s): |  |

| 2025 | Filipinas | vs. | Visita |             |  |
|      |           |     |        | Árbitro(s): |  |

| 2025 | Local | vs. | Visita |             |  |
|      |       |     |        | Árbitro(s): |  |

| 2025 | Local | vs. | Filipinas |             |  |
|      |       |     |           | Árbitro(s): |  |

| 2025 | Local | vs. | Visita |             |  |
|      |       |     |        | Árbitro(s): |  |

### Grupo B
| Equipo       | Pts | PJ | PG | PE | PP | GF | GC | Dif |
| ------------ | --- | -- | -- | -- | -- | -- | -- | --- |
| Bandera de ? | 0   | 0  | 0  | 0  | 0  | 0  | 0  | 0   |
| Bandera de ? | 0   | 0  | 0  | 0  | 0  | 0  | 0  | 0   |
| Bandera de ? | 0   | 0  | 0  | 0  | 0  | 0  | 0  | 0   |
| Bandera de ? | 0   | 0  | 0  | 0  | 0  | 0  | 0  | 0   |

| 2025 | Local | vs. | Visita |             |  |
|      |       |     |        | Árbitro(s): |  |

| 2025 | Local | vs. | Visita |             |  |
|      |       |     |        | Árbitro(s): |  |

| 2025 | Local | vs. | Visita |             |  |
|      |       |     |        | Árbitro(s): |  |

| 2025 | Local | vs. | Visita |             |  |
|      |       |     |        | Árbitro(s): |  |

| 2025 | Local | vs. | Visita |             |  |
|      |       |     |        | Árbitro(s): |  |

| 2025 | Local | vs. | Visita |             |  |
|      |       |     |        | Árbitro(s): |  |

### Grupo C
| Equipo       | Pts | PJ | PG | PE | PP | GF | GC | Dif |
| ------------ | --- | -- | -- | -- | -- | -- | -- | --- |
| Bandera de ? | 0   | 0  | 0  | 0  | 0  | 0  | 0  | 0   |
| Bandera de ? | 0   | 0  | 0  | 0  | 0  | 0  | 0  | 0   |
| Bandera de ? | 0   | 0  | 0  | 0  | 0  | 0  | 0  | 0   |
| Bandera de ? | 0   | 0  | 0  | 0  | 0  | 0  | 0  | 0   |

| 2025 | Local | vs. | Visita |             |  |
|      |       |     |        | Árbitro(s): |  |

| 2025 | Local | vs. | Visita |             |  |
|      |       |     |        | Árbitro(s): |  |

| 2025 | Local | vs. | Visita |             |  |
|      |       |     |        | Árbitro(s): |  |

| 2025 | Local | vs. | Visita |             |  |
|      |       |     |        | Árbitro(s): |  |

| 2025 | Local | vs. | Visita |             |  |
|      |       |     |        | Árbitro(s): |  |

| 2025 | Local | vs. | Visita |             |  |
|      |       |     |        | Árbitro(s): |  |

### Grupo D
| Equipo       | Pts | PJ | PG | PE | PP | GF | GC | Dif |
| ------------ | --- | -- | -- | -- | -- | -- | -- | --- |
| Bandera de ? | 0   | 0  | 0  | 0  | 0  | 0  | 0  | 0   |
| Bandera de ? | 0   | 0  | 0  | 0  | 0  | 0  | 0  | 0   |
| Bandera de ? | 0   | 0  | 0  | 0  | 0  | 0  | 0  | 0   |
| Bandera de ? | 0   | 0  | 0  | 0  | 0  | 0  | 0  | 0   |

| 2025 | Local | vs. | Visita |             |  |
|      |       |     |        | Árbitro(s): |  |

| 2025 | Local | vs. | Visita |             |  |
|      |       |     |        | Árbitro(s): |  |

| 2025 | Local | vs. | Visita |             |  |
|      |       |     |        | Árbitro(s): |  |

| 2025 | Local | vs. | Visita |             |  |
|      |       |     |        | Árbitro(s): |  |

| 2025 | Local | vs. | Visita |             |  |
|      |       |     |        | Árbitro(s): |  |

| 2025 | Local | vs. | Visita |             |  |
|      |       |     |        | Árbitro(s): |  |

## Fase final

### Cuadro de desarrollo
|  | Cuartos de final | Cuartos de final |  |  | Semifinales   | Semifinales   |  |  | Final | Final |
|  |                  |                  |  |  |               |               |  |  |       |       |
|  |                  |                  |  |  |               |               |  |  |       |       |
|  |                  |                  |  |  |               |               |  |  |       |       |
|  | Bandera de ?     |                  |  |  |               |               |  |  |       |       |
|  |                  |                  |  |  |               |               |  |  |       |       |
|  | Bandera de ?     |                  |  |  |               |               |  |  |       |       |
|  | Bandera de ?     |                  |  |  |               |               |  |  |       |       |
|  |                  |                  |  |  |               |               |  |  |       |       |
|  |                  | Bandera de ?     |  |  |               |               |  |  |       |       |
|  | Bandera de ?     |                  |  |  |               |               |  |  |       |       |
|  |                  |                  |  |  |               |               |  |  |       |       |
|  | Bandera de ?     |                  |  |  |               |               |  |  |       |       |
|  | Bandera de ?     |                  |  |  |               |               |  |  |       |       |
|  |                  |                  |  |  |               |               |  |  |       |       |
|  |                  | Bandera de ?     |  |  |               |               |  |  |       |       |
|  | Bandera de ?     |                  |  |  |               |               |  |  |       |       |
|  |                  |                  |  |  |               |               |  |  |       |       |
|  | Bandera de ?     |                  |  |  |               |               |  |  |       |       |
|  | Bandera de ?     |                  |  |  |               |               |  |  |       |       |
|  |                  |                  |  |  |               |               |  |  |       |       |
|  |                  | Bandera de ?     |  |  | Tercer puesto | Tercer puesto |  |  |       |       |
|  | Bandera de ?     | Bandera de ?     |  |  | Tercer puesto | Tercer puesto |  |  |       |       |
|  |                  |                  |  |  |               |               |  |  |       |       |
|  | Bandera de ?     |                  |  |  |               |               |  |  |       |       |
|  | Bandera de ?     |                  |  |  |               |               |  |  |       |       |
|  |                  |                  |  |  |               |               |  |  |       |       |
|  | Bandera de ?     |                  |  |  |               |               |  |  |       |       |
|  |                  |                  |  |  |               |               |  |  |       |       |

### Cuartos de final
| 2025 | Local | vs. | Visita |             |  |
|      |       |     |        | Árbitro(s): |  |

| 2025 | Local | vs. | Visita |             |  |
|      |       |     |        | Árbitro(s): |  |

| 2025 | Local | vs. | Visita |             |  |
|      |       |     |        | Árbitro(s): |  |

| 2025 | Local | vs. | Visita |             |  |
|      |       |     |        | Árbitro(s): |  |

### Semifinales
| 2025 | Local | vs. | Visita |             |  |
|      |       |     |        | Árbitro(s): |  |

| 2025 | Local | vs. | Visita |             |  |
|      |       |     |        | Árbitro(s): |  |

### Tercer puesto
| 2025 | Local | vs. | Visita |             |  |
|      |       |     |        | Árbitro(s): |  |

### Final
| 2025 | Local | vs. | Visita |             |  |
|      |       |     |        | Árbitro(s): |  |

|                                 |
| Bandera de ?                    |
| Campeón Por definir 1.er título |

## Tabla general
| Pos. | Equipo        | Pts | PJ | PG | PE | PP | GF | GC | Dif. | Rend. |
| ---- | ------------- | --- | -- | -- | -- | -- | -- | -- | ---- | ----- |
| 1    | Argentina     | 0   | 0  | 0  | 0  | 0  | 0  | 0  | 0    | 0%    |
| 2    | Brasil        | 0   | 0  | 0  | 0  | 0  | 0  | 0  | 0    | 0%    |
| 3    | Canadá        | 0   | 0  | 0  | 0  | 0  | 0  | 0  | 0    | 0%    |
| 4    | Colombia      | 0   | 0  | 0  | 0  | 0  | 0  | 0  | 0    | 0%    |
| 5    | España        | 0   | 0  | 0  | 0  | 0  | 0  | 0  | 0    | 0%    |
| 6    | Filipinas     | 0   | 0  | 0  | 0  | 0  | 0  | 0  | 0    | 0%    |
| 7    | Irán          | 0   | 0  | 0  | 0  | 0  | 0  | 0  | 0    | 0%    |
| 8    | Italia        | 0   | 0  | 0  | 0  | 0  | 0  | 0  | 0    | 0%    |
| 9    | Japón         | 0   | 0  | 0  | 0  | 0  | 0  | 0  | 0    | 0%    |
| 10   | Marruecos     | 0   | 0  | 0  | 0  | 0  | 0  | 0  | 0    | 0%    |
| 11   | Nueva Zelanda | 0   | 0  | 0  | 0  | 0  | 0  | 0  | 0    | 0%    |
| 12   | Panamá        | 0   | 0  | 0  | 0  | 0  | 0  | 0  | 0    | 0%    |
| 13   | Polonia       | 0   | 0  | 0  | 0  | 0  | 0  | 0  | 0    | 0%    |
| 14   | Portugal      | 0   | 0  | 0  | 0  | 0  | 0  | 0  | 0    | 0%    |
| 15   | Tailandia     | 0   | 0  | 0  | 0  | 0  | 0  | 0  | 0    | 0%    |
| 16   | Tanzania      | 0   | 0  | 0  | 0  | 0  | 0  | 0  | 0    | 0%    |

## Símbolos y Mercadeo

### Logotipo
El emblema oficial se lanzó el 18 de marzo de 2025 en la Casa Manila en Makati. El emblema combina elementos visuales que representan el fútbol sala y referencias al arte callejero y motivos filipinos. Algunas de las referencias a la cultura filipina que aparecen en el logotipo incluyen la vinta, el instrumento gabbang y los patrones tradicionales binakael.

### Eslogan
La impactante identidad visual que acompaña al logotipo, junto con el eslogan oficial del torneo, "Domina la Velocidad", refleja un juego en constante movimiento y las imágenes y sonidos del país anfitrión, que se combinan con representaciones del balón de futsal, la forma del campo y los cinco miembros de cada equipo. El diseño también incluye flechas que representan la delgada línea entre la defensa y el ataque en un fútbol reconocido por su cautivadora velocidad y habilidad.